# 南部町立南部小学校
南部町立南部小学校（なんぶちょうりつ なんぶしょうがっこう）は、青森県三戸郡南部町沖田面にある公立小学校。児童数は67人（2022年現在）。

## 概要
旧南部町全域を学区とする。

## 沿革
- 1999年（平成11年）4月 - 平良崎小、相内小が統合。南部小学校を創立する[2]。
- 2004年（平成16年）4月 - 2学期制を導入する。
- 2008年（平成20年）
  - 1月 - 坂本サトル制作の「南部小10周年ソング」が完成[3]。
  - 日付不明 - 創立10周年記念式典挙行。
- 2022年（令和4年）10月15日 - 閉校式典挙行[4]。
- 2023年（令和5年）4月1日 - 南部地区の小学校統合により、向小学校と新設統合[5][6]。

## 部活動
2022年度まで、近隣の向小学校と活動を行っていた。
- 野球部
- ミニバスケットボール部
- 剣道部
- 卓球部

## 学区
2023年3月31日まで
- 沖田面一部、玉掛、赤石、相内、諏訪ノ平[1]

2023年4月1日から
- 南部地区（旧南部町域）全域

## 周辺
- 南部町立南部中学校 - 主な進学先で、2023年度からは学区も同一となる。
- 国道4号
- 南部町役場南部庁舎
- 青い森鉄道青い森鉄道線
  - 諏訪ノ平駅[1]

## 交通
- 南部町多目的バス三戸駅線
  - 「沖田面」バス停から、徒歩約400m・約6分。
  - 「南部分庁舎前」バス停から、徒歩約500m・約8分。
- 青い森鉄道
  - 三戸駅から、
    - 上述の南部町多目的バスで、
      - 「南部分庁舎前」バス停まで7分、下車後徒歩。
      - 「沖田面」バス停まで8分、下車後徒歩。

    - 車で、約3.1km・約6分。

  - 諏訪ノ平駅から、約1.8km、徒歩約27分・車で約3分。
- 南部町役場南部分庁舎から、約500m、徒歩約8分・車で約1分。
- 南部町役場本庁舎から、車で約12km、約20分。
- 南部町健康センターから、車で約4.1km、約8分。